# Muzaffar Shah I.

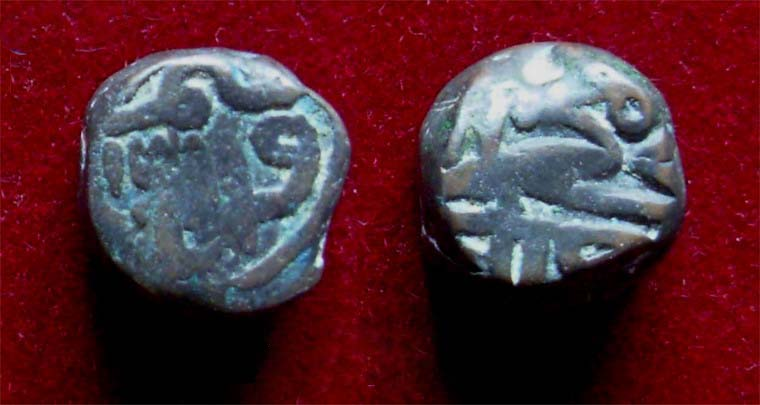
Kupfermünze Muzaffar Shahs I.

Muzaffar Shah I. († 1411) war – mit einer Unterbrechung in den Jahren 1403/04 – von 1391 bis 1407 Gouverneur (subahdar) des Sultanats von Delhi über Gujarat; ab dem Jahr 1407 bis zu seinem Tod war er der erste Herrscher des unabhängigen Sultanats von Gujarat.

## Leben
Zafar Khan war der Sohn eines zum Islam konvertierten Hindu, der am Hof von Delhi aufgestiegen war. Im Jahr 1391, in der Zeit des Niedergangs der Tughluq-Dynastie, wurde er vom damals regierenden Sultan zum Gouverneur von Gujarat ernannt. In mehreren Feldzügen besiegte er die dortigen Regionalfürsten und zerstörte im Jahr 1394 den Somnath-Tempel, das hinduistische Hauptheiligtum der Halbinsel Kathiawar/Saurashtra. In den Folgejahren griff er erfolglos Mandu und Delhi an, das jedoch im Jahr 1398 vom Mongolenherrscher Timur Lenk erobert und verwüstet wurde. Dies machte die militärische und politische Schwäche des Sultanats von Delhi für alle sichtbar, doch auch Muzaffar Khan wurde in den Jahren 1303/04 von seinem eigenen Sohn Tatar Khan gefangen gesetzt. Nach dessen Tod im Jahr 1304 übernahm er erneut das Amt des Gouverneurs, doch drei Jahre später machte er sich als Sultan von Gujarat unabhängig. Bis zu seinem Tod war er jedoch erneut in zahlreiche Kämpfe mit den Regionalfürsten verwickelt.